# William Slim
William Joseph Slim (ur. 6 sierpnia 1891 w Bristolu, zm. 14 grudnia 1970 w Londynie) – brytyjski dowódca wojskowy, w latach 1953–1960 gubernator generalny Australii.

## Życiorys

### Kariera wojskowa
Miał wykształcenie średnie, zaczynał karierę od pracy jako nauczyciel w szkole podstawowej oraz jako pracownik biurowy w przedsiębiorstwie wytwarzającym rury. W 1912 zapisał się do szkoły oficerskiej przy uniwersytecie w Birmingham, gdzie wówczas mieszkał. Po wybuchu I wojny światowej został wysłany na front i odniósł ciężkie rany w bitwie o Gallipoli. Po rehabilitacji wrócił do służby i ponownie został ranny, tym razem na terenie dzisiejszego Iraku.
W 1919 został przeniesiony do armii podbitych przez Wielką Brytanię Indii, gdzie piął się po szczeblach kariery najpierw jako oficer liniowy, a potem także wykładowca w szkołach wojskowych. W czasie II wojny światowej walczył początkowo w Afryce (został ranny w Erytrei) i na Bliskim Wschodzie. W 1942 stanął na czele sił brytyjskich walczących z Japończykami o Birmę, co ostatecznie zakończyło się wyzwoleniem tego kraju spod japońskiej okupacji. W 1944 otrzymał za zasługi z tego okresu dożywotni tytuł szlachecki (Sir). Po wojnie otrzymał stanowisko dowódcy alianckich sił lądowych w Azji Południowo-Wschodniej. Po powrocie do Anglii w 1948 został komendantem Imperialnego Kolegium Obrony, a następnie szefem Imperialnego Sztabu Generalnego.

### Gubernator generalny Australii
W 1953 – wciąż pozostając żołnierzem służby czynnej – przyjął nominację na gubernatora generalnego Australii, pełniąc tę głównie ceremonialną funkcję bez większych kontrowersji. Choć w przeciwieństwie do swojego poprzednika – rodowitego Australijczyka – nie miał wcześniej poważniejszych związków z tym krajem, sympatię wzbudzała jego bohaterska postawa podczas niezwykle ważnej dla historii australijskiego oręża bitwy o Gallipoli. O ciepłym stosunku Australijczyków do jego osoby może świadczyć nadany mu przez media przydomek „Wujek Bill”.

### Późniejsze życie i śmierć
W 1960 wrócił do Anglii i zajął się pracą nad swoimi pamiętnikami. W tym samym roku został podniesiony do wyższej godności w hierarchii brytyjskiej szlachty, otrzymując dziedziczny tytuł wicehrabiego. Równocześnie zasiadał w radach nadzorczych wielu firm. Mianowano go także na głównie honorowe, lecz bardzo prestiżowe stanowisko gubernatora Zamku w Windsorze.
Tam też odbył się w 1970 jego pogrzeb z pełnymi honorami państwowymi. Następnie zgodnie z życzeniem zmarłego ciało zostało skremowane. Upamiętniająca go tablica znajduje się w krypcie katedry św. Pawła w Londynie. Tytuł szlachecki odziedziczył jego syn John, zasiadający do swojej śmierci w 2019 roku w Izbie Lordów.

## Odznaczenia
- Order Podwiązki (1959)[2]
- Krzyż Wielki Orderu Łaźni (1950)[3]
- Krzyż Kawalerski Orderu Łaźni (1944)[4]
- Krzyż Wielki Orderu św. Michała i św. Jerzego (1952)[5]
- Krzyż Wielki Królewskiego Orderu Wiktoriańskiego (1954)[6]
- Krzyż Wielki Orderu Imperium Brytyjskiego (1946)[7]
- Krzyż Komandorski Orderu Imperium Brytyjskiego (1942)[8]
- Order Wybitnej Służby (1943)[9]
- Główny Komandor Legii Zasługi (USA, 1950)[10]